# (172090) Davidmccomas
(172090) Davidmccomas est un astéroïde de la ceinture principale.

## Description
(172090) Davidmccomas est un astéroïde de la ceinture principale. Il fut découvert le 6 février 2002 à Kitt Peak par Marc William Buie. Il présente une orbite caractérisée par un demi-grand axe de 3,22 UA, une excentricité de 0,11 et une inclinaison de 1,8° par rapport à l'écliptique.